# Ротенберг Аркадій Романович
Аркадій Романович Ротенберг (нар. 15 грудня 1951 року, Ленінград, РРФСР, СРСР) — російський підприємець, мільярдер. Заслужений тренер та Заслужений працівник фізичної культури Російської Федерації, доктор педагогічних наук, автор понад 30 навчально-методичних і наукових робіт у сфері організації і управління тренувальним процесом. Близький соратник Путіна. Перебуває під санкціями США, ЄС та України за участь в анексії Криму.
За даними Фонду боротьби з корупцією Аркадій Ротенберг є власником сотень компаній, які отримують багатомільярдні державні замовлення без конкурсу завдяки особистій дружбі Ротенберга із Володимиром Путіним..

## Життєпис

### Освіта
1978 року закінчив Ленінградський університет фізичної культури.
Доктор педагогічних наук.

### Родина
З 2005 по 2013 рік був одружений з Наталією Ротенберг. Колишня дружина проживає у Великій Британії з двома їх спільними дітьми — Варварою Аркадіївною та Павелем Аркадьевичем.
Дочка — Лілія Аркадіївна Ротенберг (17.04.1978), має медичну освіту, володіє берлінською медичною клінікою Vitalis-medical.
Син — Ігор Ротенберг (нар. 1973), колишній директор Департаменту майна ВАТ «Російські залізниці» з травня 2004 року, колишній голова Департаменту промисловості, транспорту і зв'язку Мінмайна РФ до 2004 року, c жовтня 2010 року голова ради директорів Відкритого акціонерного товариства «Теплоенергетична компанія Мосенерго». З 2014 року — голова Ради директорів ТОВ «Газпром буріння».
Син — Павло Ротенберг (нар. 2000), хокеїст "Brookings Blizzard (Брукінгс, Південна Дакота, США)
Брат — громадянин Фінляндії Борис Романович Ротенберг (нар. 1957), російський бізнесмен, віце-президент Федерації дзюдо Росії, співвласник банку «Північний морський шлях».
Племінник — громадянин Фінляндії Роман Борисович Ротенберг (нар. 1981), він же Майкл Олівер Ротенберг — з 2009 р. — громадянин Російської Федерації. Перший віце-президент Федерації хокею Росії, віце-президент з маркетингу та розвитку бізнесу хокейного клубу СКА з травня 2011 року.
Племінник — громадянин Фінляндії і Росії Борис Борисович Ротенберг (нар. 1986), футболіст. З 2011 року належав московському «Динамо». З 2006 по 2010 рік належав санкт-петербурзькому «Зеніту», більшу частину часу виступаючи на правах оренди в різних клубах. З 2016 року — гравець футбольного клубу Локомотив.

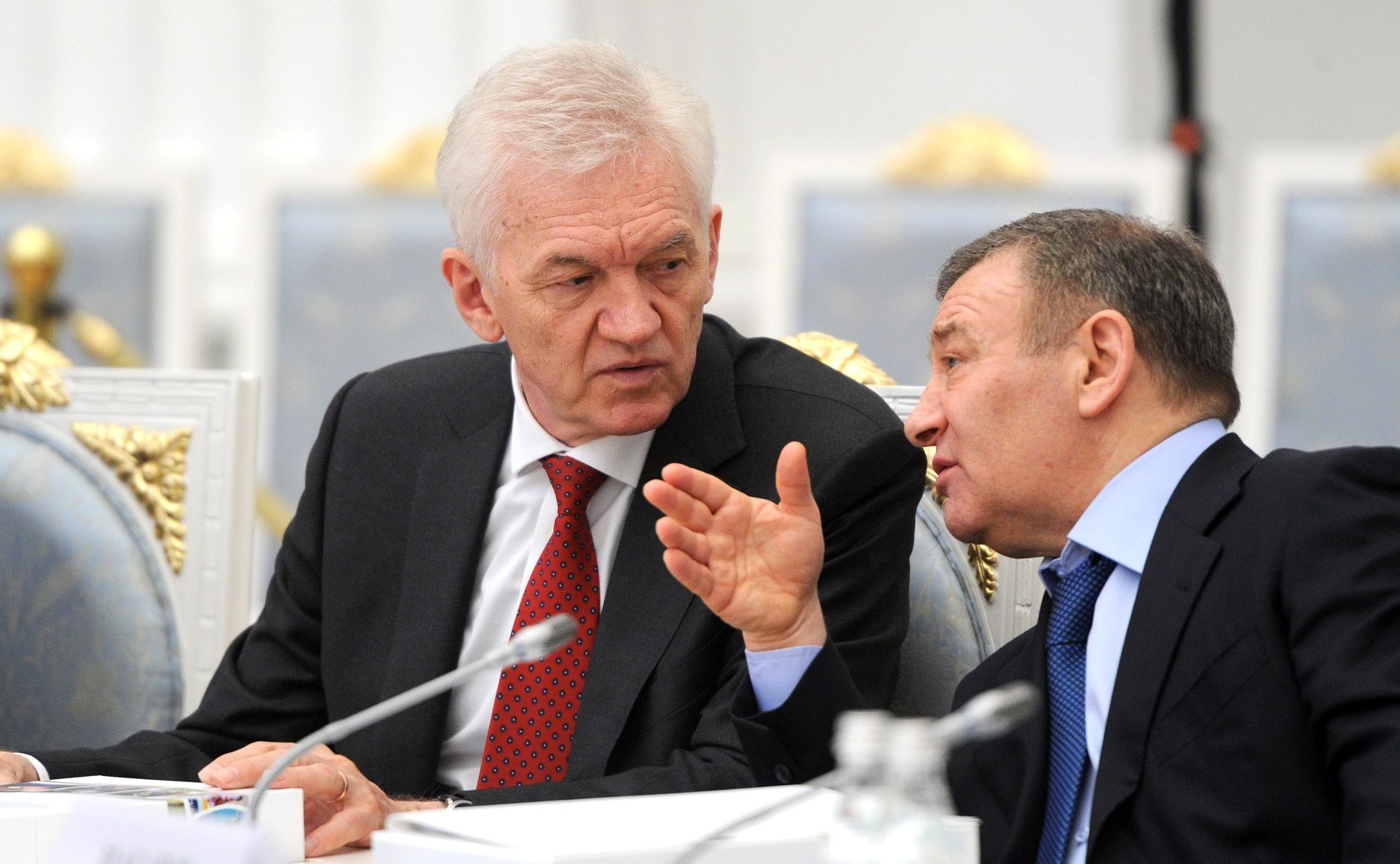
Голова ради директорів Континентальної хокейної ліги Геннадій Тимченко (ліворуч) і президент ХК "Динамо" (Москва) Аркадій Ротенберг на засіданні Ради з розвитку фізичної культури і спорту. 2 червня 2015 року

До 12-річного віку захоплювався акробатикою.
У 1964 році став займатися боротьбою (самбо, потім дзюдо) у тренера Анатолія Рахліна, в одній групі з Володимиром Путіним.
Понад 15 років пропрацював тренером дзюдо і самбо у спортивних клубах Ленінграда.
На початку 1990-х років допомагав Путіну, який займав у цей час пост голови Комітету із зовнішніх зв'язків (КВС) мерії Санкт-Петербурга, продовжувати заняття дзюдо, виступаючи на тренуваннях у ролі спаринг-партнера.
З 1998 року — генеральний директор створеного спільно з Геннадієм Тимченком по ідеї Володимира Путіна Санкт-Петербурзького спортивного клубу дзюдо «Явара-Нева», почесним президентом якого став Володимир Путін.
21 серпня 2015 року був обраний головою правління Федерації хокею Росії.
У 2016 році видавництво «Просвещение» випустило навчально-методичний посібник «Мистецтво дзюдо. Від гри до майстерності». Його авторами стали Володимир Путін, Аркадій Ротенберг і майстер спорту з дзюдо Олексій Лівицький.
10 вересня 2016 потрапив в число більше 100 осіб, яким президент Росії Володимир Путін оголосив подяку «за заслуги в галузі фізичної культури і спорту», а також за «великий внесок у розвиток вітчизняного хокею».

### Комерційна діяльність
Зі слів Аркадія Ротенберга, в 1991 році він брав участь у створенні і роботі кооперативу, який займався підготовкою та проведенням змагань з різних видів єдиноборств: самбо, потім дзюдо, вільної та класичної боротьби.
Разом з братом Борисом, який в той час жив у Фінляндії, займався бартерними поставками, в тому числі і для структур «Газпрому».
У грудні 1991 року став одним із засновників фірми АТЗТ «Балтійські бізнес-партнери» з 10-відсотковою часткою в статутному фонді.

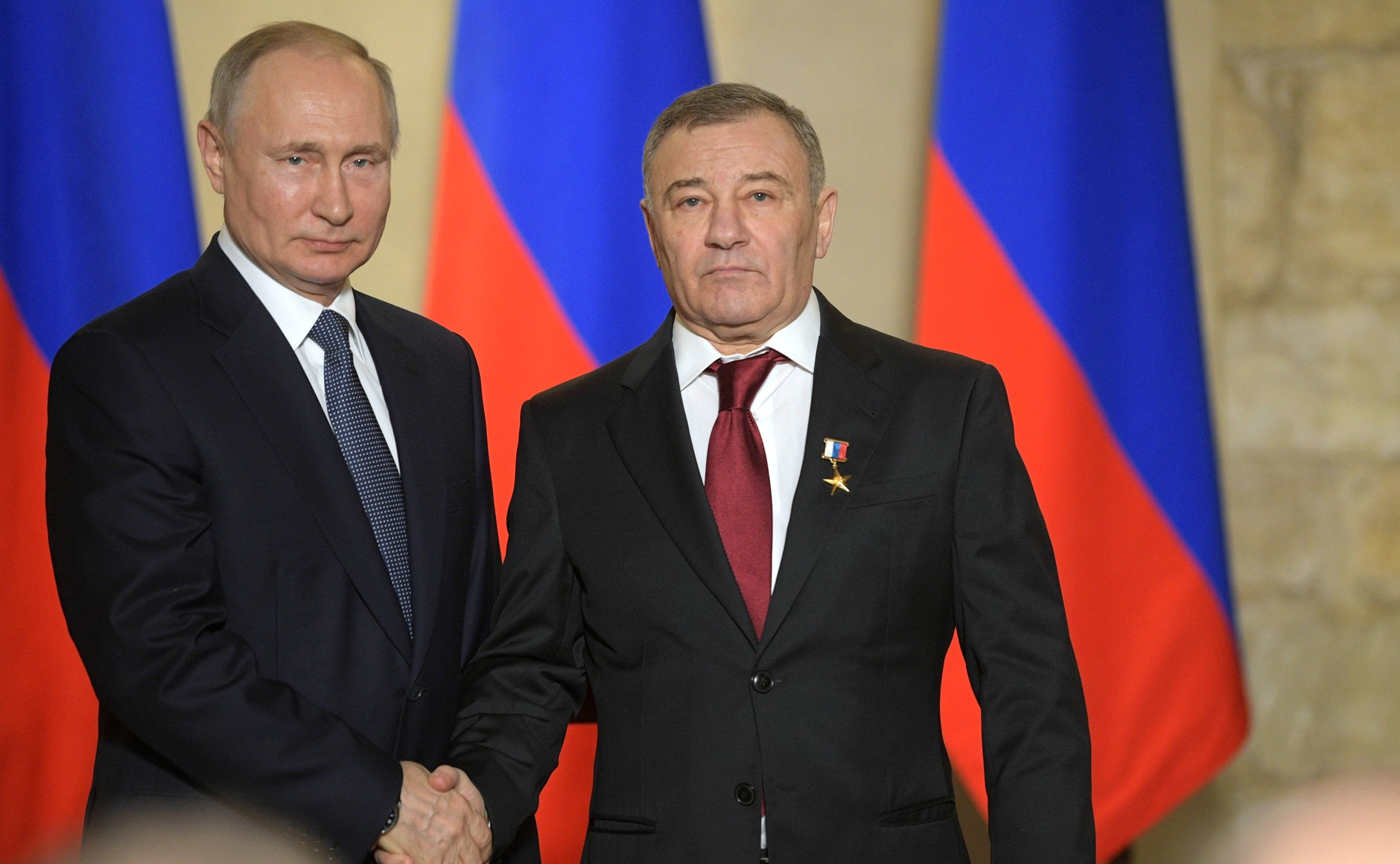
Нагородження орденом Дружби. Москва. Кремль. 29 жовтня 2012 року

У липні 1993 року очолив «Фірму Грант».
У лютому 1997 року заснував Фонд «Міжнародний інформаційно-аналітичний центр».
В 2000 році Путін ставши президентом Росії, створив державне підприємство ВАТ «Росспиртпром» (контролювало тоді 30 % російського ринку горілки), призначивши керівником А.Ротенберга.
У 2001 році спільно з Костянтином Голощаповым придбав банк «Північний морський шлях» (СМП Банк), в якому очолив раду директорів. Згодом частку Костянтина Голощапова викупив брат Аркадія — Борис. З 2002 року — член ради директорів СМП Банку.
У 2002 році спільно з Борисом створили компанії «Трубна промисловість» і «Трубний металопрокат».
З 2004 року — голова ради директорів СМП банку.
У середині нульових за пропозицією Олександра Эбралидзе входив до ради директорів і був членом клубу петербурзької компанії «Таліон», яка займалася готельним, девелоперським гральним бізнесом. При цьому в інтерв'ю газеті «Коммерсантъ» Аркадій Ротенберг стверджував, що не має з компанією «Таліон» ніяких грошових відносин.
Існуючі факти свідчать про те, що «Газпром» робив оплату послуг Ротенбергу за завищеними цінами. В 2007 році «Газпром» відхилив ранній план будівництва трубопроводу і замість цього заплатив Ротенбергу 45 млрд $, що становить 300 % звичайних витрат, для будівництва трубопроводу довжиною 2400 км в Північному полярному колі в порівнянні з цінами інших підрядників
У 2007 році заснував «Стройгазмонтаж». В кінці березня «Стройгазмонтаж» виграла перший конкурс «Газпрому» на будівництво наземної частини «Північний потік», гілки Грязовець — Виборг.
У 2008 році після того, як Ротенберг сформував «Стройгазмонтаж» (SGM) з п'ятьма компаніями, які він придбав раніше у «Газпрому» за 348 млн $, вже в наступному році компанія отримала понад 2 млрд. $ прибутку. Потім Ротенберг купив проект «Труби Північної Європи», який в кінцевому підсумку поставив 90 % труб великого діаметру для «Газпрому» за рахунок чого отримав прибуток у 30 %, що в два рази перевищує середній показник по галузі
У жовтні 2008 року СМП-банк купив башкирський банк «Инвесткапитал».
Влітку 2008 року придбав спеціалізовані на реалізації інвестиційної програми «Газпрому» «Волгограднафтемаш» (виробник нафтогазового обладнання) і чотири будівельні фірми — «Ленгазспецстрой», «Спецгазремстрой», «Краснодаргазстрой» і «Волгогаз» з сумарним оборотом 43,5 млрд руб за 8,39 млрд руб.
Без конкурсу в травні 2009 року отримав підряд «Газпрому» на будівництво газопроводу Джубга — Лазаревське — Сочі, пізніше — на будівництво газопроводу Сахалін — Хабаровськ — Владивосток.
У 2009 році створив страхову компанію «СМП-страхування».
У березні 2010 року разом з братом Борисом придбав компанію «Північний європейський трубний проект» (76 % акцій на двох). У 2014 році компанія закрилася у зв'язку з рішенням бізнесмена присвятити більшу увагу інфраструктурному будівництву.
На початок 2010 року вважав пріоритетним для себе напрямом нафтогазове будівництво.
У 2013 році Ротенберг став головою видавництва ВАТ «Видавництво „Просвещение“», яке ще з часів СРСР було найбільшим постачальником підручників. У тому ж 2013 році Міністерством освіти РФ був створений внутрішній рада для перевірки всіх підручників. Багато з книг конкурентів «Просвіти» не пройшли цю нову оцінку, за рахунок чого ВАТ «Просвещение» виграло близько 70 % контрактів на нові підручники для Російської Федерації на наступний 2014 рік.
4 квітня 2014 року номінальний бенефіціар виробника телевізійного контенту «Червоний квадрат» Лариса Синельщикова передала Ротенбергу 51 % акцій компанії, включаючи 51 % акцій ТОВ «Червоний квадрат», ТОВ «Мандарин», ТОВ «Гранат» та ТОВ «Изюм». Фінансові параметри угоди при цьому не розкривалися. 6 липня 2015 року додатковою угодою Синельщикова передала Ротенбергу решту 49 % акцій «Червоного квадрата» і його дочірніх компаній. Коментуючи факт передачі йому акцій, Ротенберг назвав Синельщикову своїм бізнес-партнером і заявив, що їх «чекає плідна спільна робота над майбутніми проектами».
У 2014 році вході підготовки зимових Олімпійських ігор в Сочі Ротенберг отримав від держави контракти на загальну суму 7 млрд $, в тому числі на прибережну магістраль вартістю 2 млрд $ і підводний газопровід, який обійшовся у 300 % у порівнянні з цінами інших постачальників.
30 січня 2015 року розпорядженням Уряду РФ під управлінням Д. А. Медведєва єдиним підрядником робіт з незаконного, з точки зору України і більшості країн світу, проектування та будівництва Кримського моста стало Аркадію Ротенбергу що належить ТОВ «Стройгазмонтаж». 15 травня 2018 року на церемонії відкриття автодорожньої частини Кримського моста, в якій взяв участь Володимир Путін, Аркадій Ротенберг заявив, що Кримський міст, будівництвом якого займається ПАТ «Мостотрест», буде побудований в грудні 2019 року, а його експлуатаційний термін складе 100 років.
Компанія «Стройгазмонтаж» проводить реконструкцію незаконно захопленого міжнародного дитячого центру Артек.
У листопаді 2019 року бізнесмен продав частку в компанії «Стройгазмонтаж» новим єдиним підряднику «Газпрому», компанії «Газпромстрой». Сума угоди склала 75 млрд руб., а виручені гроші зі слів Аркадія Ротенберга він збирається витратити на інвестиції в Росії.
До 2023 року був співвласником ТРЦ Ocean Plaza в Києві. В березні 2023 року ВАКС ухвалив конфіскацію активів російських олігархів Аркадія та Ігоря Ротенбергів в Україні, зокрема, було націоналізовано ТРЦ Ocean Plaza.

### Некомерційна діяльність
У червні 1998 року став генеральним директором некомерційного підприємства Фонд «Спортивний клуб дзюдо Явара-Нева».
Є Головою Опікунської ради ДТСААФ Росії.
З 2019 року спільно з ФДР бере участь у створенні та розвитку проекту «Дошкільний дзюдо» в Росії, спрямованого на спортивне виховання дітей дошкільного віку від 3 до 6 років.

## Власність
- Є прямим власником ТОВ «СГМ-Міст»[38].
- Володіє 36,8 % акцій банку «Северный морской путь» (СМП Банк). Спільно з братом — Борисом Ротенбергом, володіють контрольним пакетом[39].
- Спільно з братом володіє 100 % акцій Інвесткапіталбанка, р. Уфа[40].
- До 2015 року спільно з братом контролював 26,44 % акцій компанії Мостотрест через офшор Marc o'polo (у братів 68,5 % акцій Marc o'polo, що володіє 38,6 % Мостотреста)[41]. Спочатку Аркадій Ротенберг передав контроль над своєю часткою у Marc o'polo синові Ігорю. Потім 30 квітня 2015 року Marc o'polo продав свій пакет акцій ПАТ «Мостотрест» ВАТ «ТФК-Фінанс», Ігор Ротенберг отримав за свою частку 6,9 млрд рублів[42]. У квітні 2018 року структура Аркадія Ротенберга купила 94,2 % акцій компанії[43].
- Входив у капітал Новоросійського морського торгового порту[3]. Продав свою частку у 2011 році[44].
- Спільно з Михайлом Черкасовим (50 % на 50 %) володіє будівельною компанією «Паритет», яка зводить монолітні будинки в Калузі, Твері, Звенигороді.
- 79,6 % акцій ВАТ «Міндобрива» (р. Розсош Воронезької обл.) — придбані у 2011 році у сенатора Н. М. Ольшанського[45].

## Статки
Входить в рейтинг журналу Forbes, зі статком до 2012 року — 1 млрд. $:
За даними журналу Forbes, статок Ротенберга до 2018 року становить вже 2,6 млрд $. Згідно з даними міністерства фінансів США, це стало можливим завдяки втручанню Володимира Путіна, який допоміг Аркадію Ротенбергу разом з його братом отримати контракти на кілька мільярдів від Газпрому і на будівництво об'єктів олімпіади в Сочі.

## Санкції
20 березня 2014 року в результаті окупації Криму Російською Федерацією президент США Барак Обама підписав розпорядження, згідно з яким його уряд наклав санкції на братів Ротенбергів. та інших близьких друзів президента РФ Путіна, включаючи Сергія Іванова і Геннадія Тимченко. Ці особи були поміщені в Список Управління з контролю за іноземними активами внаслідок «порушення суверенітету і територіальної цілісності України»
30 липня 2014 року Євросоюз включив Ротенберга в свій санкційний список.
23 вересня 2014 року італійська влада наклала арешт на майно Аркадія Ротенберга. У список арештованої нерухомості увійшли готель «Berg Luxury» в Римі, квартира в Кальярі, вілла в місті Вілласіміус, вілла в Таркуїньї, дві вілли в Арзакені, а також дві компанії: зареєстрована на Кіпрі Olpon Investment Limited і римська Aurora 31. Загальна вартість арештованого майна, за даними Reuters, склала 30 млн євро. У зв'язку з цим Державна дума обговорювала, але не ухвалила так званий «Закон Ротенберга», згідно з яким втрати російських громадян від конфіскації їх майна, що перебуває за кордоном, будуть відшкодовуватися з державного бюджету.
30 листопада трибунал Суду Євросоюзу частково задовольнив позов Ротенберга про скасування санкцій. «Він [трибунал суду] анулював обмежувальні заходи, що діяли з 31 липня 2014 року по 14 березня 2015 року, але підтвердив їх (дію) за період від 15 березня 2015 року по 15 вересня 2016 року», — йдеться в повідомленні суду. Також наголошується, що Рада ЄС не змогла належним чином обґрунтувати необхідність включення Ротенберга в санкційний список в період з липня по березень 2015 року. Зокрема, на думку суду, згадки про близькість бізнесмена до «приймаючих рішення» російських політиків недостатньо для накладення санкцій. 21 червня 2018 року Президент України Петро Порошенко указом ввів у дію рішення РНБОУ від 21 червня 2018 року «Про застосування і внесення змін в персональні спеціальні економічні й інші обмежувальні заходи (санкції)».